# Буж ле Шато
Буж ле Шато (фр. Bouges-le-Château) насеље је и општина у централној Француској у региону Центар (регион), у департману Ендр која припада префектури Шаторо.
По подацима из 2011. године у општини је живело 292 становника, а густина насељености је износила 8,4 становника/km². Општина се простире на површини од 34,77 km². Налази се на средњој надморској висини од 150 метара (максималној 207 m, а минималној 120 m).

## Демографија
| 1962. | 1968. | 1975. | 1982. | 1990. | 1999. | 2011. |
| ----- | ----- | ----- | ----- | ----- | ----- | ----- |
| 414   | 501   | 402   | 360   | 308   | 255   | 292   |

График промене броја становника у току последњих година